# دین و قانون (فیلم)
دین و قانون (به هندی: Dharm Aur Qanoon) فیلمی محصول سال ۱۹۸۴ و به کارگردانی جوشی است. در این فیلم بازیگرانی همچون راجش خانا، درمندرا، جایا پرادا، آشا پارک، وینود مهرا، دنی دنزونگپا، سوپریا پاتاک، افتخار، هما مالینی ایفای نقش کرده‌اند.